# Барак (Мазовецьке воєводство)
Барак (пол. Barak) — село в Польщі, у гміні Шидловець Шидловецького повіту Мазовецького воєводства.
Населення — 215 осіб (2011).
У 1975-1998 роках село належало до Радомського воєводства.

## Демографія
Демографічна структура станом на 31 березня 2011 року:
|          | Загалом | Допрацездатний вік | Працездатний вік | Постпрацездатний вік |
| -------- | ------- | ------------------ | ---------------- | -------------------- |
| Чоловіки | 103     | 16                 | 77               | 10                   |
| Жінки    | 112     | 18                 | 65               | 29                   |
| Разом    | 215     | 34                 | 142              | 39                   |